# Алле, Себастьен
Себастье́н Роме́н Тедди́ Алле́ (фр. Sébastien Romain Teddy Haller, французское произношение: [sebastjɛ̃ alɛʁ]; 22 июня 1994, род. 22 июня 1994, Ри-Оранжи) — ивуарийский и французский футболист, нападающий нидерландского клуба «Утрехт» и сборной Кот-д’Ивуара.

## Клубная карьера
Себастьен начал футбольную карьеру в местных клубах «Виньо» и «Бретиньи Фут». В 2007 году он перешёл в академию «Осера». 26 июня 2011 подписал свой первый профессиональный контракт с «Осером», рассчитанный на трёхлетнее соглашение. Дебютировал за первую команду 27 июля 2012 года в матче против клуба «Ним Олимпик». 1 марта 2013 года Себастьян забил свой первый гол в матче против клуба «Арль-Авиньон» на 28-й минуте.

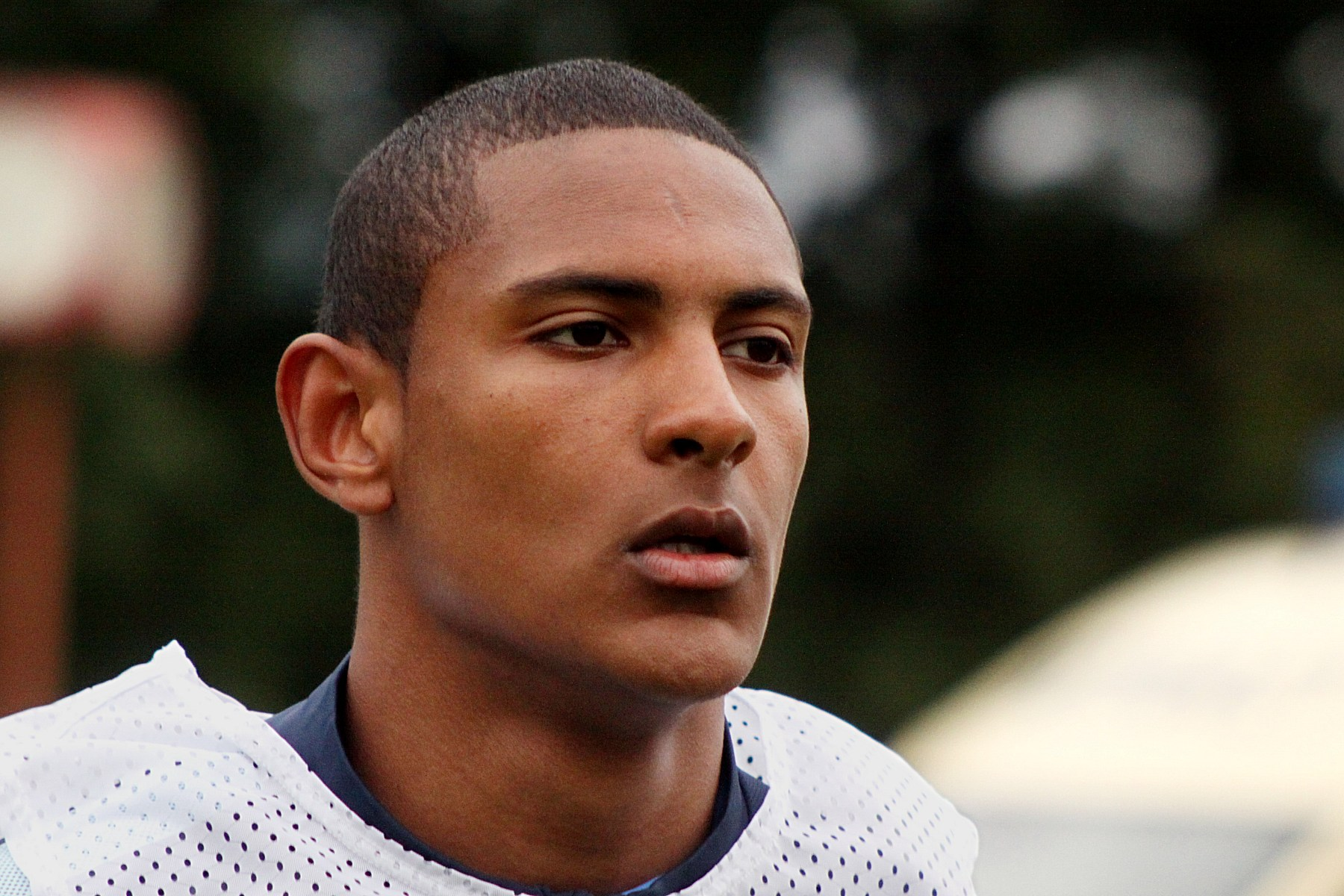
Алле в июне 2013 года

24 декабря 2014 года Себастьен был отправлен в аренду в клуб Эредивизи «Утрехт» до конца сезона. Дебютировал в Эредивизи 18 января 2015 года в матче против клуба «Херенвен». 15 февраля 2015 года забил первый гол за новый клуб в матче против «Дордрехта», в этом матче Себастьян оформил «покер». Всего к концу сезона он забил 11 голов в 17 играх чемпионата и по итогам турнира был признан лучшим футболистом клуба в сезоне, получив премию имени Давида ди Томмазо. В результате нидерландский клуб выкупил контракт игрока, и в следующих двух сезонах он был главным бомбардиром команды, забив в Эредивизи 17 и 13 голов соответственно. Кроме этого в Кубке Нидерландов 2015/16 забил 5 голов в 5 матчах и стал лучшим бомбардиром турнира, дойдя с командой до финала. В целом же Себастьян за два с половиной года в клубе забил 51 гол в 98 матчах во всех турнирах.
15 мая 2017 года подписал четырёхлетнее соглашение с немецким «Айнтрахтом». В первом же сезоне помог клубу впервые за 30 лет выиграть Кубок Германии, забив по ходу турнира 4 гола в 5 играх. В следующем сезоне Бундеслиги он забил 15 голов в 29 матчах и занял седьмое место в списке лучших бомбардиров чемпионата.
17 июля 2019 года перешёл в английский «Вест Хэм Юнайтед» за 40 миллионов евро. Контракт рассчитан на 5 лет с возможностью продления ещё на один год. 31 июля 2019 года Себастьян забил свой первый гол за «Вест Хэм» в предсезонном товарищеском матче против «Герты», в котором «Вест Хэм» выиграл 5:3. 10 августа 2019 года он дебютировал в английской Премьер-лиге против действующего чемпиона «Манчестер Сити». 24 августа 2019 года он забил свои первые голы в Премьер-лиге за клуб в матче против «Уотфорда».
В январе 2021 года перебрался в «Аякс» за 22,5 млн евро. Контракт рассчитан до июня 2025 года.
15 сентября 2021 года впервые в карьере вышел на поле в матче Лиги чемпионов УЕФА и сразу сделал покер в ворота «Спортинга» (5:1) в гостях, первые два мяча Алле забил уже к 9-й минуте матча. Это был 18-й случай в истории Лиги чемпионов, когда игрок забил более 3 мячей за матч, и второй, когда игрок сделал покер в своей дебютной игре в турнире (ранее это удалось Марко ван Бастену в 1992 году). Ранее из ивуарийских футболистов хет-трик в Лиге чемпионов делал только Дидье Дрогба. После этого покера Алле забивал в каждом из пяти матчей групповой стадии Лиги чемпионов, а в игре против «Бешикташа» в гостях 24 ноября сделал дубль, выйдя на замену во втором тайме. Таким образом, в 6 матчах групповой стадии Алле забил 10 мячей. Ранее только Криштиану Роналду удавалось забивать во всех 6 матчах групповой стадии Лиги чемпионов. «Аякс» выиграл все 6 матчей на групповой стадии, забив не менее двух мячей в каждой игре. 23 февраля 2022 года Алле продолжил свою голевую серию в Лиге чемпионов, забив в матче плей-офф в ворота «Бенфики» (2:2). В этом же матче Алле забил мяч в свои ворота. Алле стал первым футболистом в истории Лиги чемпионов, забившим мячи в 7 матчах подряд.
13 февраля 2022 года Алле сделал хет-трик в матче чемпионата Нидерландов против «Твенте» (5:0).
6 июля 2022 года перешёл в дортмундскую «Боруссию», подписав с клубом четырёхлетний контракт. Сумма трансфера составила 31 млн евро.

## Карьера в сборной
В 2010 году дебютировал в составе юношеской сборной Франции. Он принял участие в 24 играх на юношеском уровне, отметившись 10 забитыми мячами. В 2011 году был с командой до 17 лет участником юношеского чемпионата мира в Мексике, где забил гол в матче группового этапа в ворота Аргентины и дошёл с командой до четвертьфинала, проиграв там хозяевам турнира мексиканцам, которые затем и выиграли титул.
В течение 2013—2014 годов привлекался в состав молодёжной сборной Франции. На молодёжном уровне сыграл в 27 официальных матчах, забив 15 голов. В 2014 году он стал финалистом Тулонского турнира 2014 года.
В ноябре 2020 года он был вызван в сборную Кот-д’Ивуара. 12 ноября 2020 года Себастьян дебютировал за Кот-д’Ивуар в отборочном матче Кубка африканских наций 2021 года против Мадагаскара, забив победный гол на 68-й минуте.

## Личная жизнь
29 июля 2022 года дортмундская «Боруссия», за которую на данный момент выступает Себастьен, объявила о том, что у Алле выявлена злокачественная опухоль яичка. Как итог, из-за заболевания игрок пропустил несколько месяцев.

## Достижения

### Командные
«Айнтрахт»
- Обладатель Кубка Германии: 2017/18

«Аякс»
- Чемпион Нидерландов (2): 2020/21, 2021/22
- Обладатель Кубка Нидерландов: 2020/21

Сборная Кот-д’Ивуара
- Обладатель Кубка африканских наций: 2023

### Личные
- Лучший бомбардир чемпионата Нидерландов: 2021/22

## Статистика
| Выступление       | Выступление      | Выступление      | Лига | Лига | Кубки | Кубки | Еврокубки | Еврокубки | Прочие | Прочие | Итого | Итого |
| Клуб              | Лига             | Сезон            | Игры | Голы | Игры  | Голы  | Игры      | Голы      | Игры   | Голы   | Игры  | Голы  |
| ----------------- | ---------------- | ---------------- | ---- | ---- | ----- | ----- | --------- | --------- | ------ | ------ | ----- | ----- |
| Осер              | Лига 2           | 2012/13          | 17   | 2    | 1     | 0     | —         | —         | —      | —      | 18    | 2     |
| Осер              | Лига 2           | 2013/14          | 25   | 4    | 3     | 2     | —         | —         | —      | —      | 28    | 6     |
| Осер              | Лига 2           | 2014/15          | 8    | 0    | 3     | 0     | —         | —         | —      | —      | 11    | 0     |
| Осер              | Итого            | Итого            | 50   | 6    | 7     | 2     | —         | —         | —      | —      | 57    | 8     |
| Утрехт            | Эредивизи        | 2014/15          | 17   | 11   | 0     | 0     | —         | —         | —      | —      | 17    | 11    |
| Утрехт            | Эредивизи        | 2015/16          | 33   | 17   | 5     | 5     | —         | —         | 4      | 2      | 42    | 24    |
| Утрехт            | Эредивизи        | 2016/17          | 32   | 13   | 3     | 1     | —         | —         | 4      | 2      | 39    | 16    |
| Утрехт            | Итого            | Итого            | 82   | 41   | 8     | 6     | —         | —         | 8      | 4      | 98    | 51    |
| Айнтрахт          | Бундеслига       | 2017/18          | 31   | 9    | 5     | 4     | —         | —         | —      | —      | 36    | 13    |
| Айнтрахт          | Бундеслига       | 2018/19          | 29   | 15   | 1     | 0     | 10        | 5         | 1      | 0      | 41    | 20    |
| Айнтрахт          | Итого            | Итого            | 60   | 24   | 6     | 4     | 10        | 5         | 1      | 0      | 77    | 33    |
| Вест Хэм Юнайтед  | Премьер-лига     | 2019/20          | 32   | 7    | 3     | 0     | —         | —         | —      | —      | 35    | 7     |
| Вест Хэм Юнайтед  | Премьер-лига     | 2020/21          | 16   | 3    | 3     | 4     | —         | —         | —      | —      | 19    | 7     |
| Вест Хэм Юнайтед  | Итого            | Итого            | 48   | 10   | 6     | 4     | —         | —         | —      | —      | 54    | 14    |
| Аякс              | Эредивизи        | 2020/21          | 19   | 11   | 4     | 2     | 0         | 0         | —      | —      | 23    | 13    |
| Аякс              | Эредивизи        | 2021/22          | 31   | 21   | 3     | 2     | 8         | 11        | 1      | 0      | 43    | 34    |
| Аякс              | Итого            | Итого            | 50   | 32   | 7     | 4     | 8         | 11        | 1      | 0      | 66    | 47    |
| Боруссия Дортмунд | Бундеслига       | 2022/23          | 19   | 9    | 1     | 0     | 2         | 0         | —      | —      | 22    | 9     |
| Боруссия Дортмунд | Бундеслига       | 2023/24          | 14   | 0    | 1     | 2     | 4         | 0         | —      | —      | 19    | 2     |
| Боруссия Дортмунд | Итого            | Итого            | 33   | 9    | 2     | 2     | 6         | 0         | —      | —      | 41    | 11    |
| → Леганес         | Ла Лига          | 2024/25          | 8    | 0    | 1     | 0     | —         | —         | —      | —      | 9     | 0     |
| → Леганес         | Итого            | Итого            | 8    | 0    | 1     | 0     | —         | —         | —      | —      | 9     | 0     |
| → Утрехт          | Эредивизи        | 2024/25          | 16   | 4    | 2     | 2     | —         | —         | —      | —      | 18    | 6     |
| → Утрехт          | Итого            | Итого            | 16   | 4    | 2     | 2     | —         | —         | —      | —      | 18    | 6     |
| Всего за карьеру  | Всего за карьеру | Всего за карьеру | 347  | 126  | 39    | 24    | 24        | 16        | 10     | 4      | 420   | 170   |

1. ↑  Кубок Франции, Кубок французской лиги, Кубок Нидерландов, Кубок Германии, Кубок Англии, Кубок Английской лиги, Кубок Испании
2. ↑  Лига чемпионов УЕФА / Лига Европы УЕФА
3. ↑  Суперкубок Германии, Суперкубок Нидерландов, плей-офф чемпионата Нидерландов